# جون غرين (لاعب كرة قدم)
جون غرين (بالإنجليزية: John Green)‏ (7 مارس 1958 في المملكة المتحدة - ) هو لاعب كرة قدم بريطاني في مركز الدفاع. لعب مع سكونثورب يونايتد ونادي روذرهام يونايتد ودارلينجتون إف سى.